# Monstropalpus helleri
Monstropalpus helleri is een keversoort uit de familie boktorren (Cerambycidae). De wetenschappelijke naam van de soort is voor het eerst geldig gepubliceerd in 1953 door Franz.